# 新根室プロレス
新根室プロレス（しんねむろプロレス、英: New Nemuro Pro-Wrestling）は、日本のアマチュアプロレス団体。モットーは「無理しない、怪我しない、明日も仕事」。

## 概要
北海道根室市在住のおもちゃ屋、会社員、漁師、酪農家などの社会人が参加している。前身団体の根室プロレス同好会の主要メンバーがお金を出し合いリングを購入し、年に数回、地元のお祭りやイベントなどでプロレスをする団体であったが、2017年にアンドレザ・ジャイアントパンダがSNSで拡散すると、瞬く間に全国区になった。
2019年、代表のサムソン宮本が2年前より難病に罹患し、闘病生活と団体存続の並行が難しいとの判断により年内をもって解散することを発表した。
その後は2021年9月11日にベルクラシック根室でサムソン宮本一周忌興行「一周忌追悼イベント☆〜forever サムソン宮本〜」を開催。12月19日に北海道文化放送で放送された、本団体と一周忌興行を取り上げたドキュメンタリー『ノンフィクション北海道「無理しない ケガしない 明日も仕事 〜新根室プロレス物語〜」』が、第59回ギャラクシー賞テレビ部門奨励賞を受賞。
2022年10月23日、「サムソン宮本三回忌メモリアル」を新木場1stRINGにて開催。同興行のラストでサムソン宮本が生前に収録していたビデオメッセージが流され、後継者として弟子のTOMOYAが指名され、TOMOYAとオッサンタイガーの2人が中心となり団体を再興する方針が明らかにされた。その後新型コロナウイルス対策の緩和を背景として2023年6月より再結成し北海道での月一回の興行や9月に根室での凱旋興行を計画する。

## 歴史

### 根室プロレス同好会時代
根室プロレス同好会（1997年 - 2005年）として、年に1回三吉神社例大祭でイベントを主催する活動を主にしていたが、2005年3月15日に北都プロレスとの対抗戦で負けてしまい、負けたら解散と銘打っていただけに後にも引けず解散することになる。しかし、一部のメンバーでヤフオクからリングを購入して新根室プロレスとして活動しはじめる。

### 第一期
2006年
- 9月10日、三吉神社例大祭にて旗揚げ。

2011年
- 6月、着ぐるみレスラー、オマージュレスラーを中心とした団体内別ブランド「上海道プロレス団」を発足。

2012年
- 11月4日、道内アマチュア4団体を集め第1回北海道アマチュアプロレスサミットを開催。

2015年
- 10月11日、全国の社会人レスラー50人を集め第3回北海道アマチュアプロレスサミットを開催。

2016年
- 9月10日、サムソン宮本が代表を退き、本部長としてオッサンタイガーが就任。

2017年
- 10月4日、アンドレザ・ジャイアントパンダが大日本プロレス釧路大会へ参戦。

2018年
- サムソン宮本が会長に復帰。
- 9月8日、北海道胆振東部地震で北海道がブラックアウトになり、二日後に迫る三吉大会は電気がつかず照明の問題もあるため、前日までに電気が復旧しなければ中止としていたが、前日に電気が復旧し三吉大会を決行[9]。

2019年
- 9月14日、三吉大会（サムソン生前葬）にてサムソン宮本が病気を告白、同年12月31日をもって解散することを発表[10]。
- 10月13日、団体として念願の東京大会を新木場1stRINGで開催。当日は台風19号（令和元年東日本台風）の影響で時間を繰り下げ行われたが、飛行機が飛ばずに数名が欠場[11]。また、前日に巣鴨の闘道館で行われる予定だった前夜祭およびアンドレザとZOZOマシーンの公開調印式も台風により中止。
- 12月16日、根室市より感謝状授与[12]。
- 12月31日、新根室プロレス解散。

### 第一期解散後
2020年
- 9月11日、元代表のサムソン宮本が平滑筋肉腫のため逝去。享年55歳[13]。

2021年
- 9月11日、サムソン宮本メモリアルを開催（主催はサムソン宮本メモリアル実行委員会）。

2022年
- 10月23日、サムソン宮本三回忌メモリアルを開催して団体を再興する方針が明らかにされた[7]。

### 第二期
2023年
- 6月3日、別海町上春別農村広場での「別海町上春別ふる里まつり」にて再始動第一回興行を開催[14][15]。

2024年
- 1月2日、映画「無理しない　ケガしない　明日も仕事！　新根室プロレス物語」が全国で順次公開

## 所属選手
- サムソン宮本（セクシーファンタジスタ）
- オッサンタイガー（小さな大人・戦うコロポックル）
- アンドレザ・ジャイアントパンダ（歩く熊猫山脈）
- ティンティン
- ラジャ・パンダ
- ドンレオ・嬢サン（独身発電所）
- TOMOYA（メガネのプリンス）
- 大砂厚（砂利道）
- ブラッド・オコーナー
- キラー飯
- マイマッハ隼人
- 永田裕志郎（白目の使者）
- 佐々木ダンス系
- 織田武藤
- 越中スシロー
- カーネルサンバ
- ハルク豊満（超暇人）
- 下着三四郎
- ねね様（セクシーエンジェル）
- 茶村潔司（遅すぎたU戦士）

## 元所属選手
- FUMIYA（情熱のハイフライヤー）
- はるか嬢（ヒップクイーン）
- ほくと☆七星（仮面アイドル）
- "brother"GAKKEY

## スタッフ

### レフェリー
- ロス三浦（疑惑の判定）
- 日景TDO
- DJ皇潤
- スマイリーヒロ（ダンシングレフェリー）

### 実況
- MCマーシー（盗撮実況）

## メディア出演

### ドキュメンタリー
- 北海道プライド（2020年1月27日、北海道文化放送）
- ノンフィクション北海道「無理しない ケガしない 明日も仕事 〜新根室プロレス物語〜」（2021年12月19日、北海道文化放送）[16]。

### バラエティ・情報番組
- 熱烈!ホットサンド!（2015年6月27日、札幌テレビ）
- EXILE TRIBE 男旅（2018年11月10日・11月17日・12月1日、北海道文化放送）
- ブギウギ専務（2019年5月12日、札幌テレビ）
- 知っとく北海道（2019年6月8日、NHK札幌）
- 世界の果てまでイッテQ!（2020年7月19日、日本テレビ）

### ドキュメンタリー映画
『無理しない ケガしない 明日も仕事！ 新根室プロレス物語』
2024年1月2日より公開、UHB制作の、新根室プロレスとサムソン宮本の13年間を描いたドキュメンタリー映画。上映時間79分。キャッチコピーは「新根室プロレスは 競技を見せているのではなく 生き様を見せている」。
- キャスト - サムソン宮本、オッサンタイガー、TOMOYA、MCマーシー、ねね様、アンドレザ・ジャイアントパンダ 他
- 語り - 安田顕
- 監督 - 湊寛
- プロデューサー - 吉岡史幸
- 取材・編集 - 堀威
- 撮影 - 芦崎秀樹・目黒悦男
- 音楽 - 阿南亮子
- ナレーション - 柴田平美（北海道文化放送アナウンサー）
- Special thanks - 北海道根室市
- 特別協賛 - 大地みらい信用金庫・一般財団法人大地みらい基金
- 後援 - 北海道新聞社
- 配給 - 太秦